# ولاية كوجي
ولاية كوگي هي إحدى الولايات الست وثلاثين المكونة لنيجيريا. الإنجليزية هي اللغة الرسمية.

## أعلام
- دي جي نانا
- فيمي جون فيمي